# 亞歷山德里夫卡 (普洛多羅德涅市鎮)
47°6′7″N 35°10′24″E / 47.10194°N 35.17333°E
亞歷山德里夫卡（烏克蘭語：Олександрівка），是烏克蘭的村落，位於該國東南部扎波羅熱州，由梅利托波爾區的普洛多羅德涅市鎮負責管轄，始建於1825年，面積0.73平方公里，海拔高度76米，2001年人口59，人口密度每平方公里80.8人。